# Kamionka (Mikołów)
Kamionka – część miasta Mikołów oraz jego dzielnica (jednostka pomocnicza gminy miasto Mikołów). Położona w jego północnej części, graniczy z katowicką dzielnicą Zarzecze. Leży przy drodze krajowej nr 81 Katowice - Wisła. Komunikację miejską z centrum Mikołowa, Katowicami, Łaziskami Górnymi i Orzeszem zapewniają linie autobusowe ZTM (29, 45, 529 i M12).
Dzielnica ma charakter rolniczo-rzemieślniczy. Występują pola uprawne, w pobliżu las (pas ochronny GOP), ponadto produkcja akcesoriów samochodowych, piekarnia, handel - specjalistyczne hurtownie, gł. odzieżowe. Przy drodze kapliczka w stylu neogotyckim.

## Historia
Miejscowość powstała w XVIII wieku. Po raz pierwszy wzmiankowano ją w 1760, chociaż budynki w tym miejscu istniały już około 30 lat wcześniej. Początkowo należała do Śmiłowic, a usamodzielniła się jako gmina w 1812. Od 1818 w powiecie Pszczyna.
W plebiscycie na Górnym Śląsku w 1921 184 ze 195 głosujących w Kamionce zagłosowało za Polską, przeciwko 11 głosom za Niemcami.
Miejscowość została, mimo protestów mieszkańców i Ochotniczej Straży Pożarnej, przyłączona do Mikołowa w 1935 na mocy uchwały Śląskiej Rady Wojewódzkiej.
Zabytkowy chlew o konstrukcji wieńcowej, a w części wozówki – sumikowo-łątkowej, pochodzący z Kamionki z 2. poł. XIX w. znajduje się w Górnośląskim Parku Etnograficznym w Chorzowie.

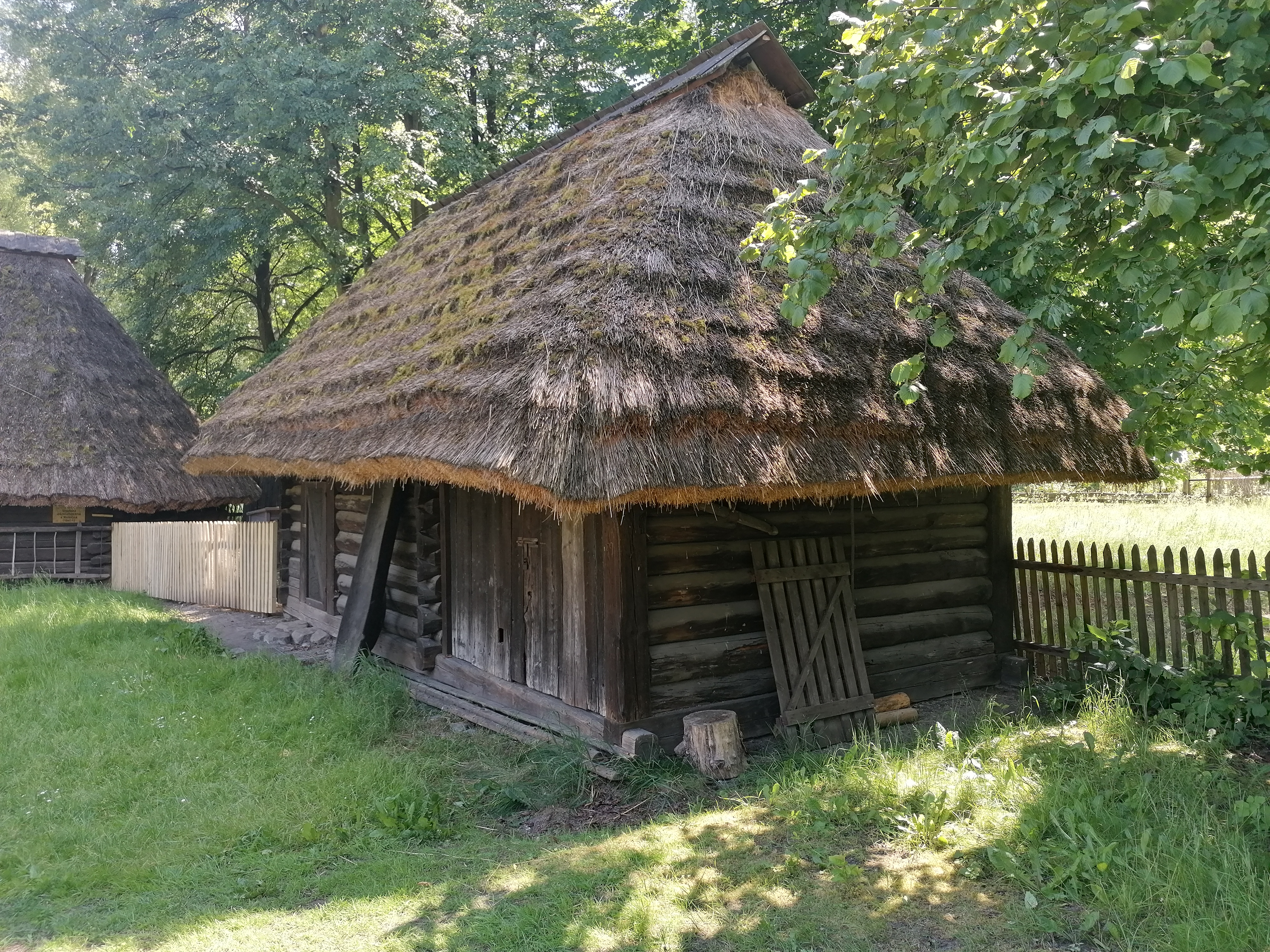
Kamionkowski chlew z wozówką z XIX w.